# 高杉奈緒子
高杉奈緒子（たかすぎなおこ、1977年4月24日 - ）は、大阪府東大阪市出身のレーシングライダーである。現在の所属チームはTEAM NAOKO KTM。

## 人物
- 2歳の時に高熱が原因で難聴となり、補聴器で生活している。
- 松下電工勤務の傍ら、2000年にミニバイクで初レース出場する。2001年にはNHK「NHK青春メッセージ」で本選に出場した。題名は「夢を追いかけて」で大賞を獲得した。
- 2004年6月15日放送のNHKの教育テレビ「きらっといきる」に出演した[1]。
- 2008年には全日本ロードレース選手権「GP250クラス」で参戦。唯一の女性ライダーであり、唯一耳の聴こえないライダーとして出場となった。
- 2011年10月14日放送のNHK岡山放送局「岡山ニュースもぎたて!」の特集「聴覚障がいの女性ライダーレースへの思い」の紹介を取り上げた。[2]
- 2012年11月24日放送のNHKのNHK Eテレ「グラン・ジュテ 私が跳んだ日」に出演[3]。
- 2013年9月21日にはFIM世界耐久選手権の第4戦ル・マン24時間耐久ロードレースで日本人女性初の出場[4]、2015年まで現在3度目である[5]。

## レース
- 2000年：ミニバイクで初レース出場する。
- 2002年：モトチャンプ全国大会で2位。
- 2003年：モトチャンプ関西シリーズでランキング3位となった。
- 2004年：ロードレースに本格参戦し、
- 2005年：鈴鹿4時間耐久レースで5位。西日本選手権「ST600クラス」でチャンピオン。
- 2006年：全日本選手権「ST600」でスポット参戦。
- 2007年：全日本選手権「ST600」でフル参戦。
- 2008年：全日本ロードレース選手権「GP250クラス」で参戦。
- 2010年：鈴鹿8時間耐久ロードレースに出場。